# Богданович, Питер
Пи́тер Богда́нович (англ. Peter Bogdanovich; 30 июля 1939, Кингстон, штат Нью-Йорк — 6 января 2022, Лос-Анджелес, Калифорния) — американский кинорежиссёр, сценарист, актёр, кинопродюсер, кинооператор, кинокритик и писатель. Был одним из режиссёров «Нового Голливуда», куда также входили Уильям Фридкин, Роберт Олтмен, Брайан Де Пальма, Джордж Лукас, Мартин Скорсезе, Стивен Спилберг, Майкл Чимино и Фрэнсис Форд Коппола. Его самый успешный фильм у кинокритиков — «Последний киносеанс» (1971).

## Жизнь и карьера

### Рождение, юношество и начало карьеры
Питер — сын иммигрантов, которые бежали от нацистов. Его отец, Борислав Богданович, был сербским живописцем и пианистом, а мать, Герма Богданович, происходила из богатой семьи австрийских евреев. Питер был зачат в Европе, но родился уже в США. В 1950-х он был актёром, изучая это ремесло с театральным педагогом Стеллой Адлер (ему было только 16, но он лгал о своём возрасте и говорил, что ему 18), и играл на телевидении и в летнем парке. В начале 1960-х Богданович был известен как программатор фильмов в музее современного искусства в Нью-Йорке. Заядлый киноман, в юности он смотрел по 400 фильмов в год, Богданович демонстрировал работу американских режиссёров, таких как Орсон Уэллс, Джон Форд и Говард Хоукс, о которых он позже написал книги. Питер также уделил внимание такому забытому пионеру американского кино, как Аллан Дван.
Богданович находился под влиянием французских критиков 1950-х, которые писали для Cahiers du cinéma, особенно под влиянием Франсуа Трюффо. Прежде, чем заняться режиссурой, Питер выстроил себе репутацию сценариста статьями в «Эсквайре», которые потом переросли в сценарий к фильму «Pieces of Time» (1973). В 1968 году, после того, как критики Cahiers du cinéma Жан-Люк Годар, Клод Шаброль и Эрик Ромер создали «Новую Волну» и стали снимать собственные фильмы, Богданович решил стать режиссёром. Со своей женой Полли Плэтт он приехал в Лос-Анджелес. Во время одного показа, Богданович смотрел фильм, а режиссёр Роджер Корман сидел позади него. Они начали беседовать, и Корман сказал, что ему понравился сценарий, который Питер написал для «Эсквайра». Корман предложил ему работу режиссёра, которую тот немедленно принял. Богданович вместе с Корманом снял такие фильмы как «Цели» (1968) с Борисом Карлоффом в главной роли и «Путешествие на планету доисторических женщин» (1968). В последнем он выступил под псевдонимом Дерек Томас, так как эта кинолента явилась прямым заимствованием нескольких частей из знаменитого советского научно-фантастического фильма Павла Клушанцева «Планета бурь» (1961). Американскими кинематографистами было снято только несколько эпизодов с амазонками. Подлинные авторы в титрах не упоминались.
Позже Богданович сказал про школу кинопроизводства Кормана: 
Я получил прачечную и через три недели приступил к постановке картины. В целом, я работал 22 недели — подготовка к съёмкам, съёмки, вторая съёмочная группа, монтаж, дублирование — с тех пор я так больше не учился.
Вернувшись к журналистике, Богданович на всю жизнь подружился с Орсоном Уэллсом, когда брал у него интервью на показе фильма Майка Николса «Уловка-22» (1970). Питер пролил свет на Уэллса и его карьеру своими произведениями, режиссёрскими и актёрскими работами, а особенно своей книгой «Это Орсон Уэллс» (1992). В начале 1970-х, когда у Орсона были финансовые проблемы, Богданович позволял ему оставаться в своём особняке в элитном лос-анджелесском районе Bel Air в течение нескольких лет.
В 1970 году Богданович был уполномочен Американским Институтом Киноискусства снимать документальный фильм о Джоне Форде «Поставлено Джоном Фордом» (1971). В результате в фильм были включены искренние интервью Джон Уэйна, Джеймса Стюарта и Генри Фонда, а повествование велось от имени Орсона Уэллса. Из-за проблем с лицензированием Богданович и Turner Classic Movies выпустили реставрированную версию фильма только в 2006 году (релиз включал в себя также дополнительные интервью с Клинтом Иствудом, Уолтером Хиллом, Гарри Кэрри младшим, Мартином Скорсезе, Стивеном Спилбергом и другими).

### Признание
32-летний Богданович был провозглашён критиками «уэллсовским» вундеркиндом после выхода в 1971 году фильма «Последний киносеанс». Картина получила 8 номинаций на «Оскар», включая лучшего режиссёра, и выиграла две статуэтки: Клорис Личмен как лучшая актриса второго плана и Бен Джонсон как лучший актёр второго плана. Богданович и Ларри Макмёртри получили премию BAFTA за лучший сценарий. Питер влюбился в Сибилл Шеперд — исполнительницу главной роли в этом фильме, что привело к его разводу с Полли Плэтт — матерью его двух дочерей.
Успех «Последнего киносеанса» Богданович развил в популярной комедии «В чём дело, Док?» (1972) с Барброй Стрейзанд и Райаном О’Нилом в главных ролях, — «комедии чудаков», похожей на фильмы Говарда Хоукса «Воспитание крошки» (1938) и «Его девушка Пятница» (1940). Богданович укрепил свой статус одного из новых режиссёров категории «А», включающей обладателей «Оскара» Фрэнсиса Форда Копполу и Уильяма Фридкина, с которыми Питер сформировал организацию «Компания режиссёров». Компания сотрудничала с «Paramount Pictures», что, по существу, давало режиссёрам картбланш, если они укладывались в бюджет. Именно через эту организацию был поставлен фильм Богдановича «Бумажная луна» (1973).
«Бумажная луна», комедия с Райаном О’Нилом и его 10-летней дочерью Татум О'Нил (которая получила за эту роль «Оскар» как лучшая актриса второго плана) в главных ролях, оказалась высшей точкой карьеры Богдановича. Вынужденный разделить прибыль с поддерживающими его режиссёрами, Богданович был неудовлетворён монтажом. «Компания режиссёров» впоследствии сняла только два фильма: Коппола снял в 1974 году фильм «Разговор», который был удостоен главной награды на Каннском кинофестивале; а Богданович в том же 1974 году поставил картину «Дейзи Миллер», которая была очень холодно встречена критиками.
В 1975 году он подал в суд на Universal за нарушение контракта на производство и руководство Bugsy.
Он взял несколько лет отпуска, а затем вернулся к режиссуре с более низким бюджетом фильма, Saint Jack (1979), который был критическим успехом, хотя и не кассовый хит. Создание этого фильма ознаменовало конец его романтических отношений с Сибилл Шепард.

### Последующие годы
Богданович снова стал писать, поскольку в его карьере режиссёра наметился спад. Сначала он написал «Убийство Единорога: Дороти Страттэн» (1960—1980) (издана в 1984 году) в память о своей погибшей любви, звезде фильмов «Галаксина» и «Autumn Born». «Смерть друга детства» — статья Терезы Карпентер об убийстве Дороти Страттэн была опубликована в газете «Village Voice» и в 1981 году получила Пулитцеровскую премию. В то время как Богданович никогда не критиковал в своей книге статью Карпентер, она критиковала Богдановича и Хэфнера. В особенности она критиковала Богдановича за его «ребяческое отношение к молодой женщине». Статья Карпентер послужила основой для фильма Боба Фосса «Звезда-80» (1983), в котором Богданович по юридическим основаниям изображён как вымышленный режиссёр Арам Николас — милый, но возможно заблуждающийся и наивный герой.
30 декабря 1988 года 49-летний Богданович женился на 20-летней Луизе Страттэн, младшей сестре Дороти Страттэн, с которой он начал встречаться через несколько лет после смерти Дороти. В 2001 году пара развелась.
Хотя Питер достиг огромного успеха с «Маской» (1985), продолжение «Последнего киносеанса» — «Техасвилль» (1990) — провалилось в прокате и разочаровало критиков. Оба фильма стали причинами спора между Богдановичем, который всё ещё требовал снизить меру контроля над его фильмами, и студиями, которые теперь осуществляли контроль над финансами и окончательным монтажом обоих фильмов. «Маска» была выпущена с музыкальным сопровождением Боба Сигера, что не совпадало с желаниями Богдановича (он выбрал Брюса Спрингстина). Также Питер жаловался, что версия «Техасвилля», которая была выпущена, не была тем фильмом, который он изначально хотел сделать. Немного более длинная режиссёрская версия «Маски» с песнями Брюса Спрингстина была выпущена на DVD в 2006 году. Режиссёрская версия «Техасвилля» была выпущена на CD, но никогда не выпускалась на DVD. Во время выпуска «Техасвилля» Богданович вернулся к своему прошлому успеху, картине «Последний киносеанс», и выпустил режиссёрскую версию этого фильма. С тех пор эта версия стала единственной доступной версией фильма.
Богданович снял ещё два художественных фильма в 1992 и 1993 годах, но их кассовый провал не позволял Богдановичу выйти на большой экран в течение нескольких лет после этого. Первый, «Безумные подмостки», снятый по пьесе Майкла Фрейна, впоследствии стал культовым, в то время как второй, «То, что называют любовью», известен больше тем, что в нём последнюю роль перед смертью сыграл Ривер Феникс.
Богданович, используя свои энциклопедические знания по истории кинематографа, написал несколько книг, пользовавшихся успехом у критиков, включая книгу «Кинонеделя Питера Богдановича», в которой Питер написал про 52 своих любимых фильма, «Кто, черт возьми, это снял: беседы с легендарными режиссёрами» и «Кто, черт побери, там снялся: беседы с легендарными актёрами Голливуда».
В 2001 году Богданович снял фильм «Смерть в Голливуде», который не вызвал особого энтузиазма у критиков и совсем немного собрал в кинотеатрах. Фильм рассказывает о странном событии, когда во время круиза на яхте всемогущего медиа-магната Уильяма Рэндольфа Херста был убит знаменитый продюсер и режиссёр Томас Инс. Богданович говорил, что он услышал эту историю от Орсона Уэллса, который в свою очередь сказал, что он услышал это от Чарльза Ледерера.
В дополнение к постановке нескольких телевизионных фильмов, Богданович вернулся к актёрской деятельности, периодически исполняя роль психотерапевта Доктора Дженнифер Мэлфи на кабельном телевидении в сериале «Клан Сопрано». Также Питер снял шестой эпизод пятого сезона, который назывался «Sentimental Education» и вышел на экраны 11 апреля 2004 года. Работу на телевидении он продолжил тем, что озвучил врача Барта Симпсона в одном из эпизодов «Симпсонов».
Богданович работал ведущим программы «The Essentials» на телеканале Turner Classic Movies, но был заменён в мае 2006 года ведущим Робертом Озборном и кинокритиком Молли Хэскеллом. Также Питер часто появлялся в официальном представлении фильмов на DVD Criterion Collection. У него также была роль второго плана в телевизионном сериале «Развал».
В 2006 году он вёл на телевидении программу «Золотой век кино Питера Богдановича». Также завёл свой блог в интернете. Затем появился в роли самого себя в документальном фильме «Wanderlust».
В 2007 году «Международная Федерация Фильмотек» на Международном кинофестивале в Торонто вручила Богдановичу премию за выдающийся вклад в кинематограф. В том же году Ярослав Живов, канадский бизнесмен, предъявил Богдановичу судебный иск из-за нарушения условий договора. Живов утверждал, что Богданович взял $100 тыс. как плату за разрешение сыну Живова помогать Богдановичу в следующем фильме, но Питер не исполнил договорённости.
В 1998 году Национальный Комитет по охране фильмов библиотеки Конгресса США внёс «Последний киносеанс» в национальный реестр фильмов, куда вносят только культурно значимые картины.
Скончался Богданович 6 января 2022 года.

## Фильмография
| Год  |    | Русское название                                  | Оригинальное название                                 | Роль |
| ---- | -- | ------------------------------------------------- | ----------------------------------------------------- | --- |
| 1966 | ф  | Дикие ангелы                                      | The Wild Angels                                       | сценарист, оператор, монтажёр, руководитель второй съёмочной группы, актёр (один из байкеров, в титрах не указан)                                           |
| 1968 | ф  | Мишени                                            | Targets                                               | режиссёр, сценарист, продюсер, монтажёр, актёр (Сэмми Майклз, режиссёр)                                                                                     |
| 1968 | ф  | Путешествие на планету доисторических женщин      | Voyage to the Planet of Prehistoric Women             | режиссёр, рассказчик |
| 1971 | ф  | Последний киносеанс                               | The Last Picture Show                                 | режиссёр, сценарист, озвучка (DJ) |
| 1971 | ф  | Поставлено Джоном Фордом                          | Directed by John Ford                                 | режиссёр, сценарист |
| 1972 | ф  | В чем дело, Док?                                  | What's Up, Doc?                                       | режиссёр, сценарист, продюсер |
| 1972 | ф  | Другая сторона ветра                              | The Other Side of the Wind                            | актёр (Брукс Оттерлэйк) |
| 1973 | ф  | Бумажная луна                                     | Paper Moon                                            | режиссёр, продюсер |
| 1974 | ф  | Дейзи Миллер                                      | Daisy Miller                                          | режиссёр, продюсер |
| 1975 | ф  | Наконец-то любовь                                 | At Long Last Love                                     | режиссёр, сценарист, продюсер |
| 1976 | ф  | Торговцы грёзами                                  | Nickelodeon                                           | режиссёр, сценарист |
| 1979 | ф  | Святой Джек                                       | Saint Jack                                            | режиссёр, сценарист, актёр (Эдди Шумэн) |
| 1981 | ф  | Все они смеялись                                  | They All Laughed                                      | режиссёр, сценарист, продюсер, актёр (диск-жокей, в титрах не указан)                                                                                       |
| 1985 | ф  | Маска                                             | Mask                                                  | режиссёр |
| 1988 | ф  | Незаконно твой                                    | Illegally Yours                                       | режиссёр, продюсер |
| 1990 | ф  | Техасвилль                                        | Texasville                                            | режиссёр, сценарист, сопродюсер |
| 1992 | ф  | Безумные подмостки                                | Noises Off...                                         | режиссёр, исполнительный продюсер |
| 1993 | ф  | То, что называют любовью                          | Thing Called Love                                     | режиссёр |
| 1994 | с  | Ожившие полотна                                   | Picture Windows                                       | режиссёр |
| 1996 | тф | Учителю с любовью 2                               | To Sir, with Love II                                  | режиссёр |
| 1997 | тф | Спасатели: Истории мужества                       | Rescuers: Stories of Courage: Two Women               | режиссёр |
| 1997 | ф  | Мистер Ревность                                   | Mr. Jealousy                                          | актёр (доктор Говард Поук) |
| 1997 | тф | Крёстная мать                                     | Bella Mafia                                           | актёр (Вито Гианкамо) |
| 1998 | тф | Жестокий город 2: Рождественский убийца           | Naked City: A Killer Christmas                        | режиссёр |
| 1998 | ф  | Студия 54                                         | 54                                                    | актёр (Шэф Элэйн) |
| 1999 | тф | Чудесное превращение                              | A Saintly Switch                                      | режиссёр |
| 1999 | ф  | Скоро                                             | Coming Soon                                           | актёр (Бартоломью) |
| 2000 | тф | Порнушка                                          | Rated X                                               | актёр (профессор киноискусств) |
| 2001 | ф  | Смерть в Голливуде                                | The Cat's Meow                                        | режиссёр |
| 2001 | ф  | Фестиваль в Каннах                                | Festival in Cannes                                    | актёр (Мило) |
| 2003 | с  | Развал                                            | Out of Order                                          | актёр (Зак) |
| 2004 | тф | Загадка Натали Вуд                                | Mystery of Natalie Wood                               | режиссёр |
| 2004 | тф | Суета                                             | Hustle                                                | режиссёр |
| 2004 | с  | Клан Сопрано                                      | The Sopranos                                          | режиссёр эпизода «Sentimental Education» (5 сезон, 6 эпизод, 11 апреля 2004 года), актёр (доктор Эллиот Купферберг - психотерапевт доктора Дженнифер Мэлфи) |
| 2006 | ф  | Дурная слава                                      | Infamous                                              | актёр (Бенэтт Керф) |
| 2007 | ф  | Том Петти и The Heartbreakers: В погоне за мечтой | Tom Petty and The Heartbreakers: Runnin' Down a Dream | режиссёр |
| 2007 | ф  | Посвящение                                        | Dedication                                            | актёр (Роджер Спэйд) |
| 2007 | ф  | Любовь со словарём                                | Broken English                                        | актёр (Ирвин Мэнн) |
| 2007 | ф  | Дьюкс                                             | The Dukes                                             | актёр (Лоу) |
| 2007 | ф  | Пятый пациент                                     | The Fifth Patient                                     | актёр (Эдвард Бирани) |
| 2009 | с  | Как я встретил вашу маму                          | How I met your mother                                 | (5 сезон, 22 эпизод), актёр (играет самого себя) |
| 2010 | ф  | Безудержная                                       | Abandoned                                             | актёр (доктор Маркус Бенсли) |
| 2010 | с  | Риццоли и Айлс                                    | Rizzoli & Isles                                       | актёр (Арнольд Уистлер) |
| 2012 | ф  | Целитель                                          | The Between                                           | актёр (мужчина) |
| 2013 | ф  | Пасадина                                          | Pasadena                                              | актёр (Поппи) |
| 2013 | ф  | Ты здесь                                          | You Are Here                                          | актёр (судья Харлан Плат) |
| 2014 | с  | Хорошая жена, эпизод «Давид и Голиаф»             | The Good Wife (2014, TV) «Goliath and David»          | (5 сезон, 11 эпизод), актёр (играет самого себя) |
| 2014 | ф  | Мисс Переполох                                    | She's Funny That Way                                  | режиссёр,сценарист |

## Книги
- «Кино Орсона Уэллса» (1961)
- «Кино Говарда Хоукса» (1962)
- «Кино Альфреда Хичкока» (1963)
- «Джон Форд» (1967; переиздание 1978)
- «Фриц Ланг в Америке» (1969)
- «Аллан Дван: последний пионер» (1970)
- «Осколки времени» (1973; переиздание 1985)
- «Убийство Единорога — Дороти Страттэн 1960—1980». William Morrow and Company, 1984. ISBN 0-688-01611-1
- «Это Орсон Уэллс». HarperPerennial, 1992. ISBN 0-06-092439-X
- «Минута с мисс Гиш». Santa Barbara: Santa Teresa Press, 1995. WorldCat
- «Какой дьявол сделал это: беседы с легендарными режиссёрами». Alfred A. Knopf, 1997. ISBN 0-679-44706-7
- «Кинонеделя Питера Богдановича» (1999)
- «Какой это ад: беседы с легендарными актёрами Голливуда». Alfred A. Knopf, 2004. ISBN 0-375-40010-9

## Награды
Перечислены наиболее значительные награды и номинации.
- Кинофестиваль в Локарно
  - 2001 — Приз ФИПРЕССИ (Приз международных критиков) («Смерть в Голливуде»)
- Кинофестиваль в Сан-Себастьяне
  - 1973 — Серебряная раковина («Бумажная луна»)
  - 1973 — Специальный приз жюри («Бумажная луна»)
- Венецианский кинофестиваль
  - 2001 — Премия Пазинетти (премия итальянских журналистов за лучший фильм) («Святой Джек»)

### Номинации
- Оскар
  - 1972 — Лучший режиссёр («Последний киносеанс»)
  - 1972 — Лучший адаптированный сценарий («Последний киносеанс»)
- BAFTA
  - 1972 — Лучший режиссёр («Последний киносеанс»)
- Каннский кинофестиваль
  - 1985 — Золотая пальмовая ветвь («Маска»)
- Золотой глобус
  - 1974 — Лучший режиссёр художественного фильма («Бумажная луна»)
  - 1972 — Лучший режиссёр художественного фильма («Последний киносеанс»)
- Берлинский кинофестиваль
  - 1977 — Золотой медведь («Торговцы грёзами»)